# Bretschneideraceae
Bretschneideraceae is een botanische naam, voor een familie van tweezaadlobbige planten. Een familie onder deze naam wordt met een zekere regelmaat erkend door systemen van plantentaxonomie, en zo ook door het APG-systeem (1998). Het APG II-systeem (2003) erkent de familie slechts in beperkte zin: de betreffende planten mogen ook ingevoegd worden in de familie Akaniaceae.
Indien erkend gaat het om een heel kleine familie van slechts één soort, Bretschneidera sinensis.
In het Cronquist-systeem (1981) werd deze familie ingedeeld in de orde Sapindales.